# Eucarcharus
Eucarcharus är ett släkte av insekter. Eucarcharus ingår i familjen Phasmatidae.
Kladogram enligt Catalogue of Life:
| Eucarcharus | \| \| Eucarcharus fallax \| \| \| \| \| \| Eucarcharus feruloides \| \| \| \| |
|             | \| \| Eucarcharus fallax \| \| \| \| \| \| Eucarcharus feruloides \| \| \| \| |
|             | Eucarcharus fallax                                                            |
|             |                                                                               |
|             | Eucarcharus feruloides                                                        |
|             |                                                                               |